# Paso a desnivel

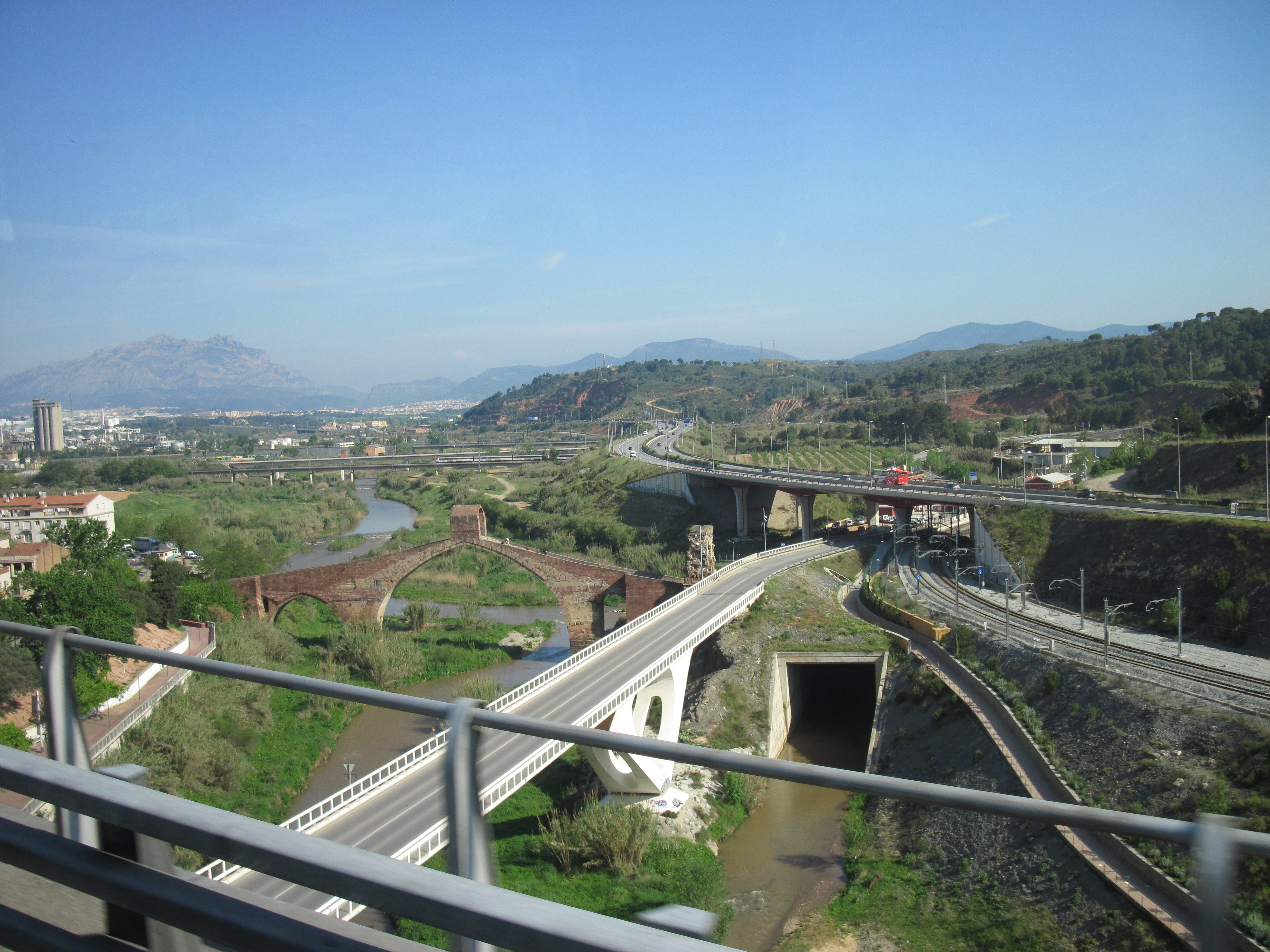
Siete pasos a desnivel para la separación de diversos grados en España, cerca de Barcelona.

Paso a desnivel o baipás es el proceso de la adaptación de un cruce de dos o más ejes de transporte a diferentes alturas (pendientes) para no interrumpir el flujo de tráfico entre otras rutas de tránsito cuando se cruzan entre sí. La composición de esos ejes de transporte no tiene que ser uniforme, sino que puede consistir en una mezcla de caminos, senderos, vías férreas, canales o pistas de aeropuertos. Túneles, puentes, viaductos o combinaciones entre estos pueden ser construidos en un cruce para lograr el grado necesario de separación.

## Ejemplos de pasos a desnivel

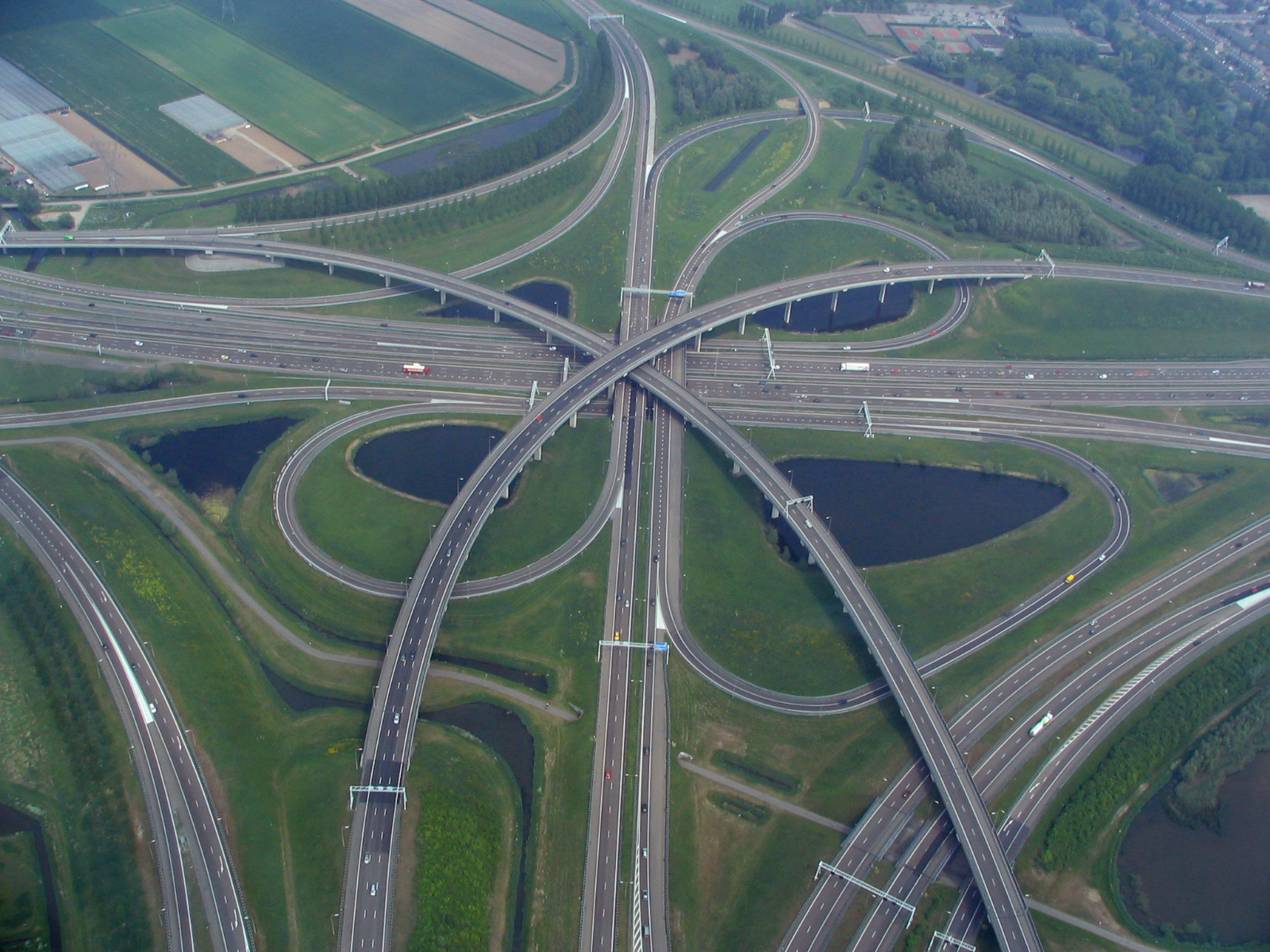
Un ejemplo de la posible complejidad de paso a desnivel, visto en el cruce en trébol de autopistas.
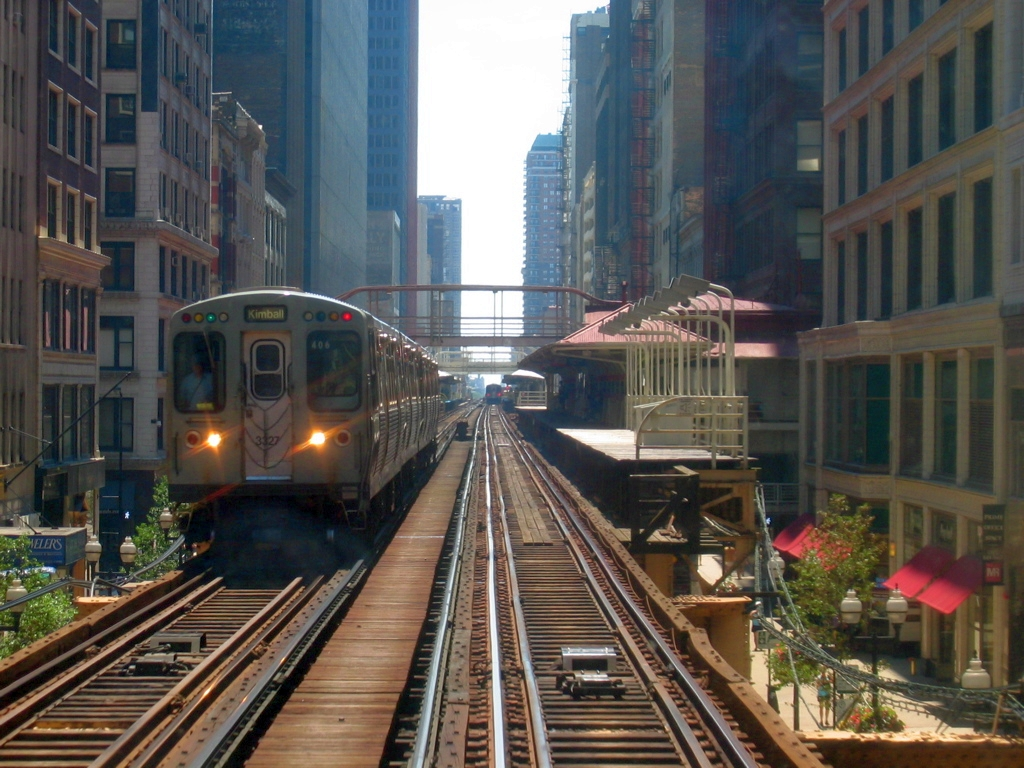
Pasos a desnivel continuo en el (Metro de Chicago Chicago «L»)
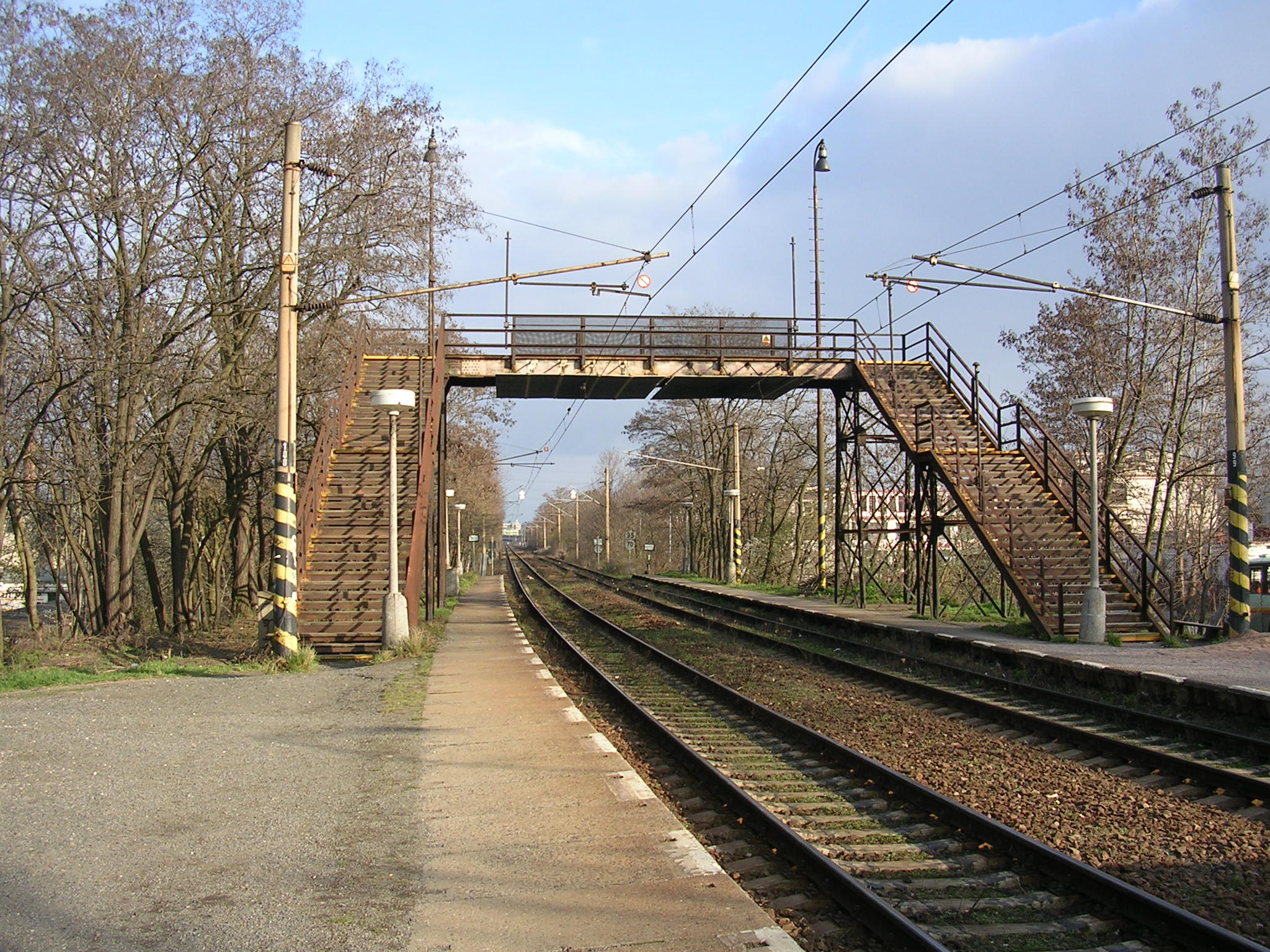
El concepto de pasos a desnivel incluye todos los modos de transporte, como un simple puente peatonal sobre vías férreas.
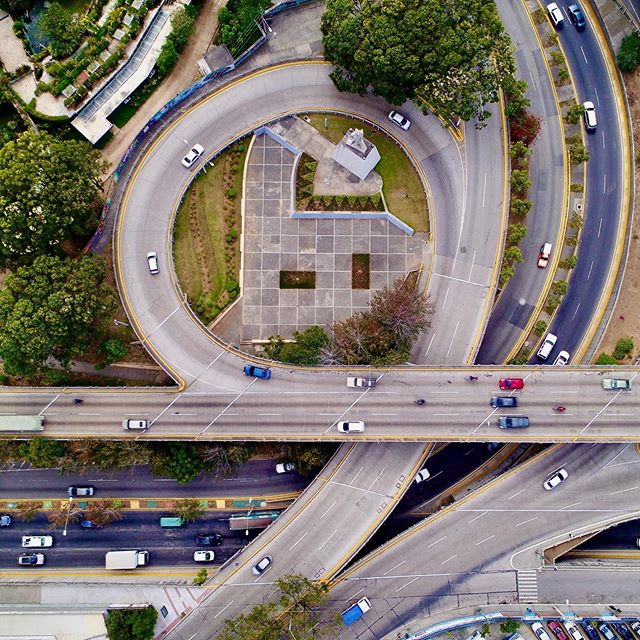
Pasos a desnivel en la Ciudad de Guatemala.